# Erythrura regia
Erythrura regia е вид птица от семейство Estrildidae. Видът е световно застрашен, със статут Уязвим.

## Разпространение
Видът е разпространен във Вануату.